# Pertisau

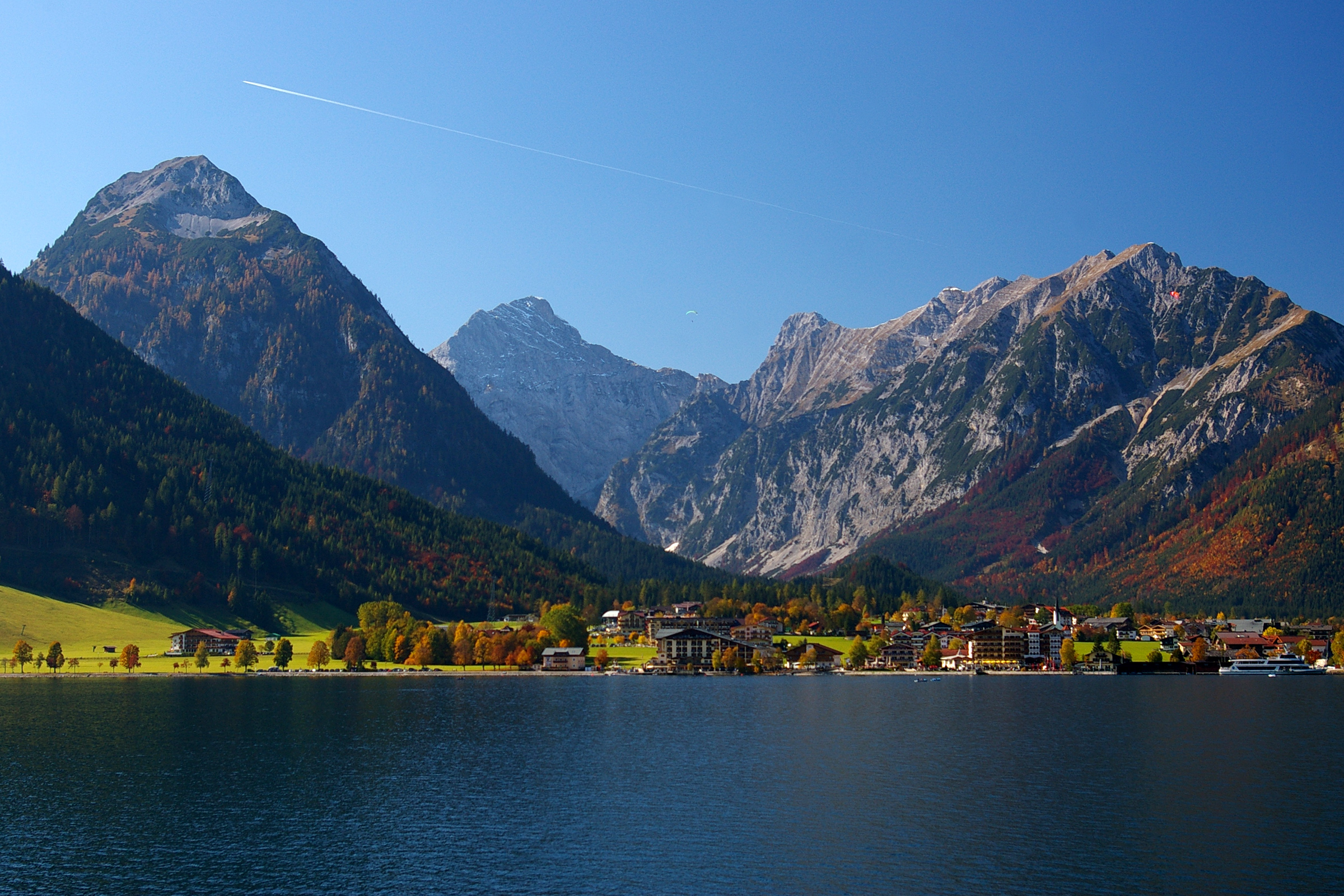
Pertisau von Osten

Pertisau (952 m ü. A.) ist ein Dorf und eine Ortschaft in der Gemeinde Eben am Achensee im österreichischen Bundesland Tirol mit 740 Einwohnern (Stand 1. Jänner 2024). Mit Maurach konstituiert es das Zentrum des Tourismus am Achensee.

## Geografie

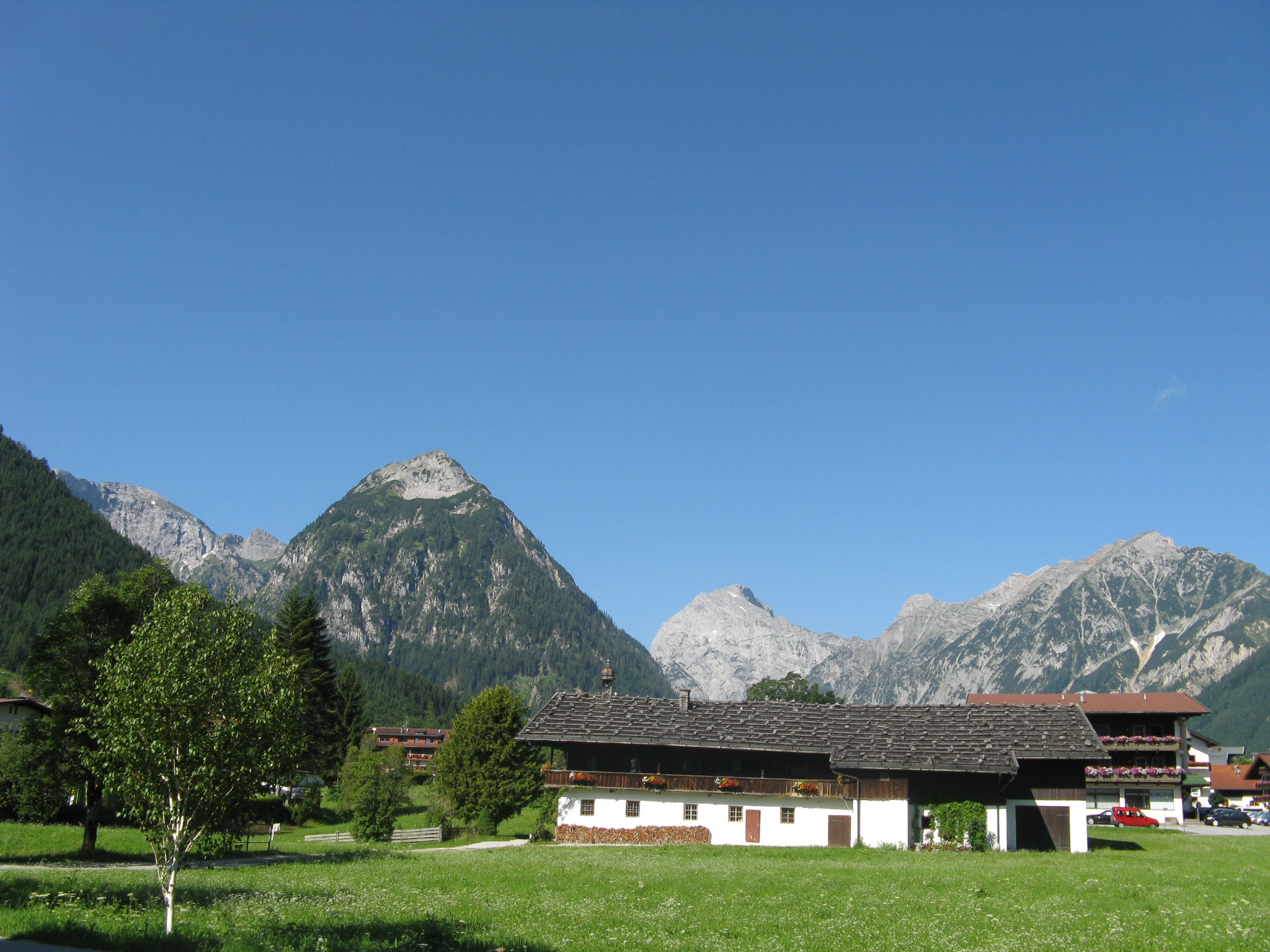
Fischergut Pertisau (1446); im Hintergrund Dristenkopf, Sonnjoch und Bettlerkarspitze

Pertisau grenzt direkt an das Naturschutzgebiet Karwendel. Dessen östlichste Kalkriffe fallen nördlich von Pertisau abrupt zum See ab. Vom Ort selbst reichen drei bewaldete Täler und Almen (Gerntal mit Pletzachalm und Gernalm, Tristenautal sowie Falzthurntal mit Falzthurnalm und Gramaialm) nur sanft ansteigend weit in das Gebirge hinein. Die Talschlüsse bilden steil aufragende Zweitausender wie Sonnjoch, Lamsenspitze, Dristenkopf und Rappenspitze.

## Geschichte

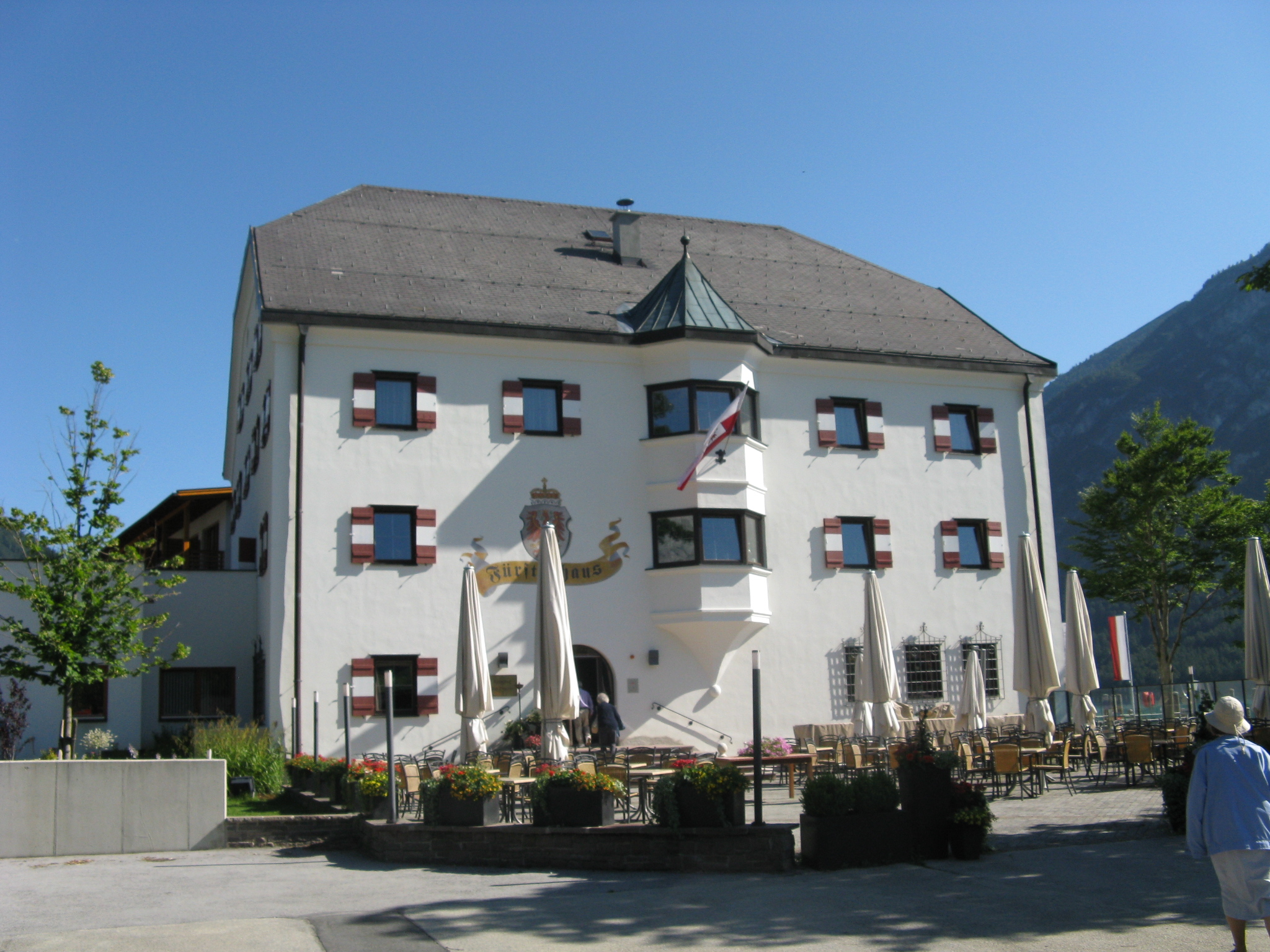
Fürstenhaus Pertisau (umfunktioniert zum Hotel)

Die ältesten Urkunden aus der Abtei St. Georgenberg-Fiecht, in deren Lehen der Achensee im 14. Jahrhundert stand, betreffen die Weiderechte in den Tälern um Pertisau und das Angebot an die Bewohner, bei Lawinengefahr Schutz in Münster zu suchen, dem das Land kirchenrechtlich unterstand.
Seit dem 15. Jahrhundert nutzten die Habsburger, die Landesherren bis 1918 blieben, die Wälder um Pertisau zur Jagd und den See zum Fischen. Unter Maximilian I. wurde 1466 das Fürstenhaus zu diesem Zwecke als kaiserliche Herberge errichtet. Es ist überliefert, der letzte Ritter habe in Pertisau seine schönsten Jagden verbracht. Sein Urenkel Ferdinand II. erweiterte das Jagdhaus in den Jahren 1568–70 um ein Lusthaus und Stallungen.
Der Fremdenverkehr am Achensee setzte um die Mitte des 19. Jahrhunderts ein. Pertisau ist Ausgangs- und Zielpunkt der Achensee-Schifffahrt, die es seit 1887 gibt; die Endstation der im Sommer als dampfbetriebene Touristenbahn verkehrenden Achenseebahn (seit 1889) liegt 2 Kilometer südlich von Pertisau (Haus Seespitz).
1804 wurde durch einen Brauereibesitzer aus Jenbach die Heiligkreuzkapelle errichtet, die heute als protestantisches Gotteshaus genutzt wird. Von 1966 bis 1968 wurde nach Plänen von Clemens Holzmeister die katholische Dreifaltigkeitskirche errichtet, die 1973 zur Pfarrkirche erhoben wurde.
Pertisau ist heute ein Zentrum größtenteils gehobener Hotels, Pensionen, Ferienappartements und Alpengasthöfe.

## Wirtschaft und Infrastruktur

### Tiroler Steinöl

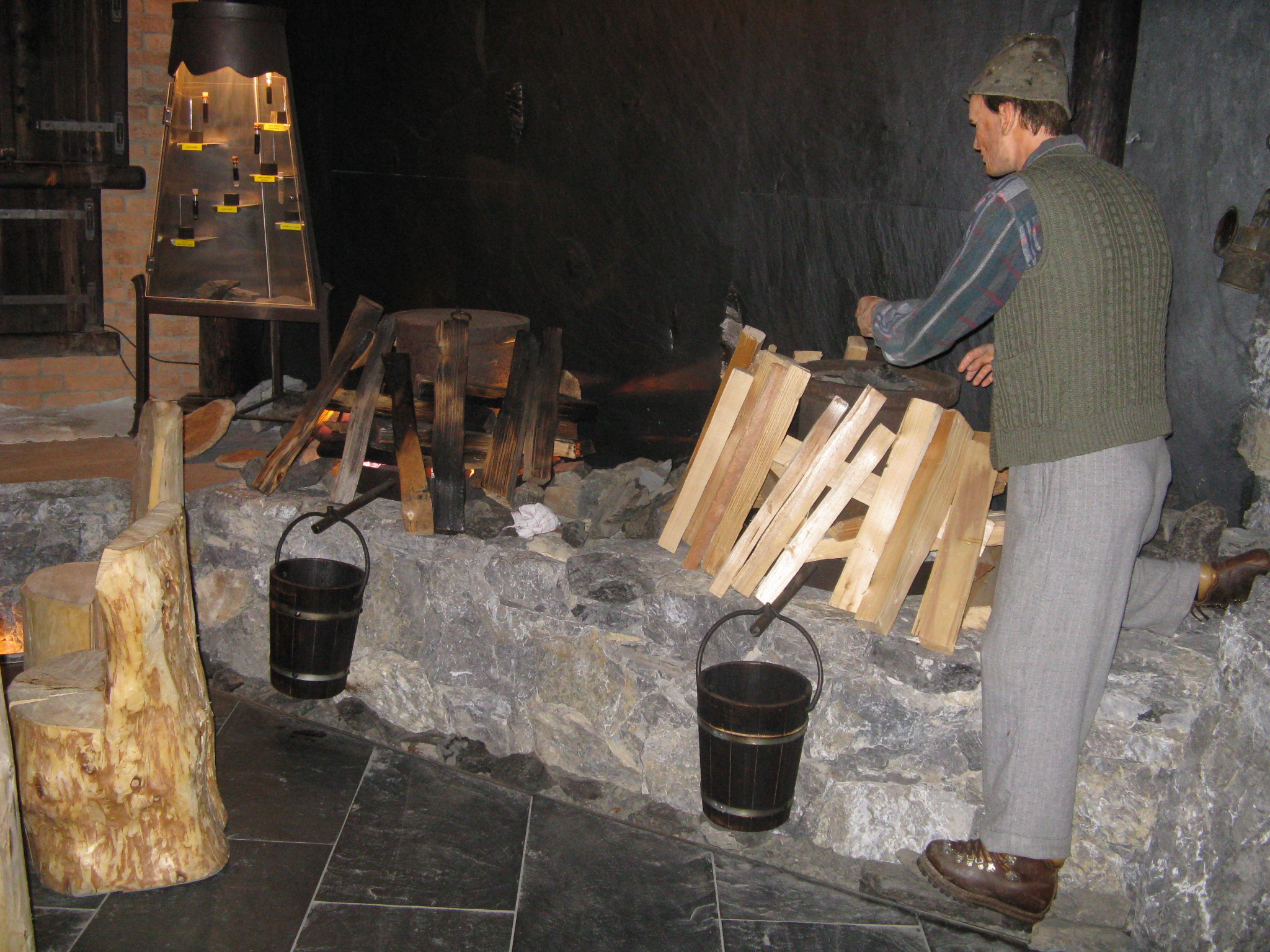
Rekonstruktion der ersten Steinöl-Gewinnungsanlage 1902

In der Gegend um Pertisau wird seit 1902 im Tagebau Ölschiefer, aus dem das so genannte Tiroler Steinöl gewonnen wird, abgebaut. Der Ölschiefer dieser Region ist ca. 180 Mio. Jahre alt und wurde bei der Faltung des Karwendelgebirges aus den ehemaligen Sedimentschichten des ausgetrockneten Meeresbodens nach oben gedrückt.
Pionier des Ölschieferabbaus am Achensee war der geologische Autodidakt Martin Albrecht, der das Gestein nahe der Gaisalm am westlichen Steilufer des Sees durch einen Zufall fand. Das erste Bergwerk mit primitiven manuellen Abbautechniken, nach der Ehefrau des Entdeckers Mariastollen genannt, wurde 1917 durch eine Lawine vernichtet.
Einen zweiten, ergiebigeren Stollen hatte Martin Albrecht jedoch bereits 1908 im Bächental entdeckt. Hier ist das Familienunternehmen Tiroler Steinölwerke Albrecht GmbH & Co. KG in dritter Generation immer noch ansässig. Anfangs mussten Träger zweimal täglich das abgebaute Gestein in 25-kg-Bottichen auf dem Rücken auf steilem Weg über das Gröbnerjoch zur Verarbeitungsstätte in Jenbach schleppen. Erst ab 1940 übernahmen Maultiere diese Arbeit, und 1946 wurde eine Materialseilbahn gebaut.
Das aus dem Ölschiefer gewonnene Steinöl (so genanntes Tiroler Steinöl) wird zu kosmetischen und medizinischen Produkten (Salben, Cremes, Massageöle, Tonikum, Duschgel, Shampoo) verarbeitet. Die Eigenvermarktung zielt auf eine schmerzlindernde Wirkung bei Muskelverspannungen und rheumatischen Beschwerden ab.
Der so genannte Vitalberg von Pertisau ist eine 2003 eingerichtete Dokumentation mit Café und Verkaufsstelle in Form einer gläsernen Pyramide; er definiert sich selbst als „Museum“ und ist in Kooperation der Firma mit dem Tourismusverband entstanden. Hier werden die Geologie der Region sowie die Geschichte des Unternehmens, Abbaumethoden und Produkte anhand einer Dokumentation in einem nachgebauten Bergwerk erläutert. Rekonstruiert ist die erste, durch die Lawine von 1917 zerstörte Befeuerungsanlage von 1902, die von zwei Knappen manuell zu bedienen war: 8 Stunden benötigte man, um aus 120 kg Ölschiefer 4 Liter Öl zu gewinnen. Bei einer Temperatur von ca. 450 °C tritt das Öl gasförmig aus dem Gestein aus und wird in einer Kondensationsanlage tropfenweise gewonnen. Heute leisten drei in den Sommermonaten durchgängig laufende vollautomatische Schachtöfen und Kondensationstürme diese Arbeit.

### Verkehr
Es bestehen Busverbindungen stündlich via Maurach nach Jenbach (mit Anschluss an die Bahnstrecke Kufstein–Innsbruck und an die Zillertalbahn) sowie zweimal täglich zum Tegernsee. Pertisau liegt im Bereich des Verkehrsverbunds Tirol.

## Tourismus und Sport

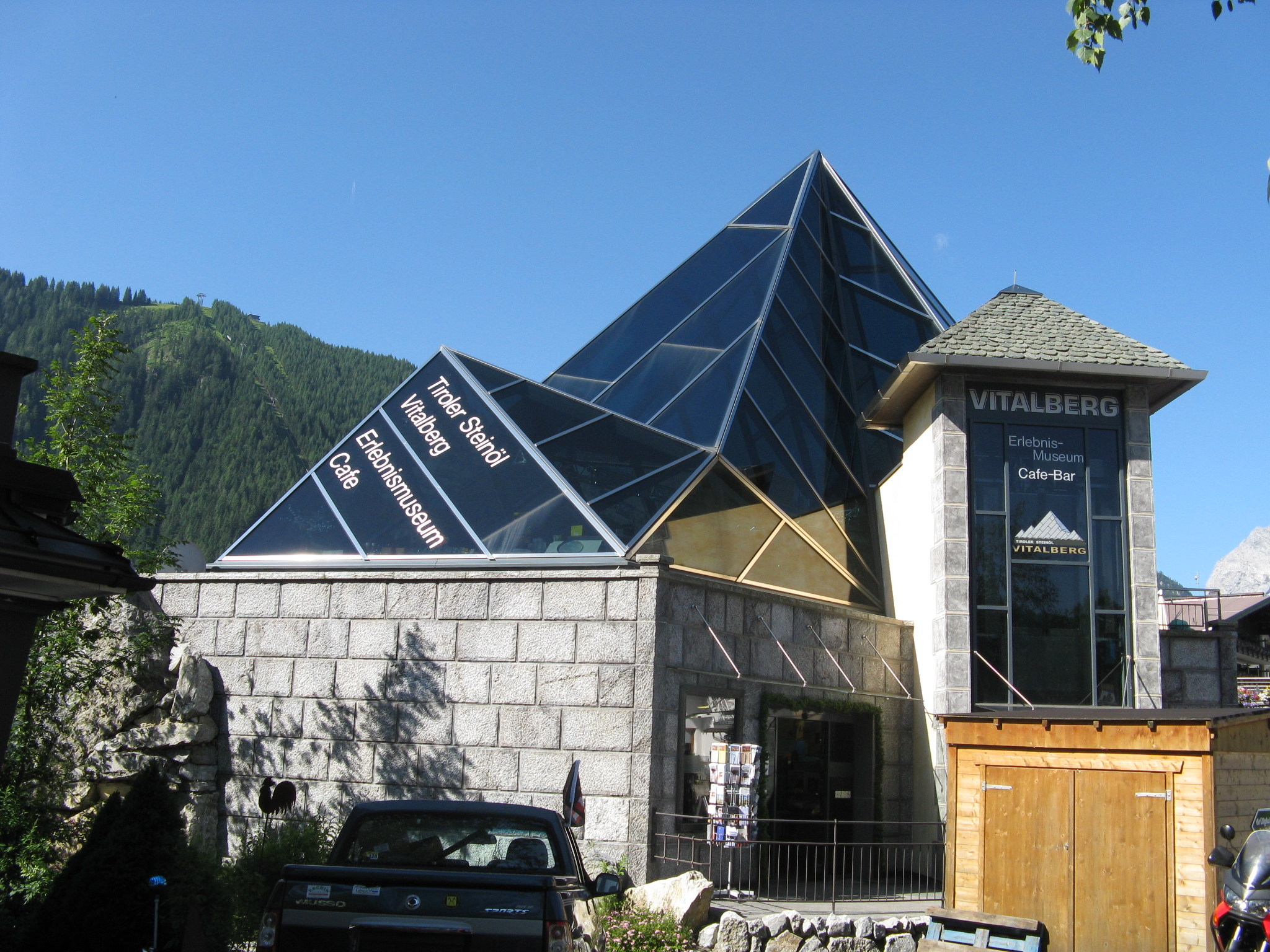
So genannter „Vitalberg Pertisau“

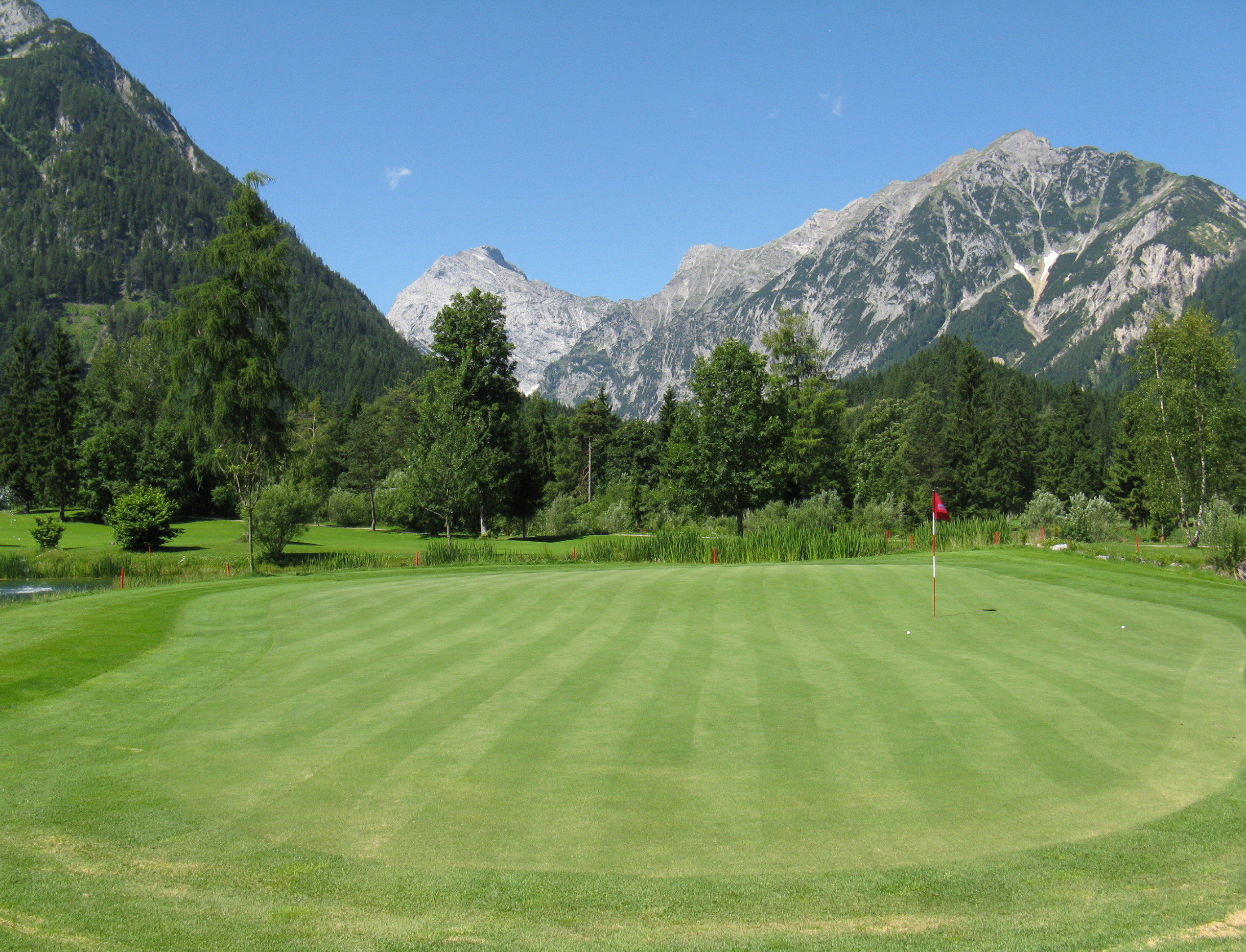
Grün 2 des Golfplatzes Achensee mit Sonnjoch und Bettelkarspitze

Die sanft ansteigenden und im unteren Abschnitt asphaltierten Taleingänge sind häufig frequentierte Wander-, Radfahr- und Skilanglaufrouten. Im Karwendel sind anspruchsvolle Klettersteige eingerichtet.
Im auslaufenden Tristenautal gab es einen 9-Loch-Golfplatz, der 2005 auf 18 Loch erweitert wurde. Der 1934 gegründete Golfclub Achensee ist einer der ältesten in Tirol.
Der Zwölferkopf (1480 m ü. A.), der durch die Karwendel-Bergbahn erschlossen ist, ist Standort einer Paragliding-Schule und im Winter eines Skigebiets. Darüber hinaus befinden sich dort eine Rodelbahn und ein sogenannter Besinnungsweg.
Seit 2000 findet im September der Achenseelauf statt, der in einer 23,2 km langen Strecke um den Achensee führt.